# Баррил-де-Алва
Баррил-де-Алва (порт. Barril de Alva) — район (фрегезия) в Португалии, входит в округ Коимбра. Является составной частью муниципалитета Арганил. По старому административному делению входил в провинцию Бейра-Литорал. Входит в экономико-статистический субрегион Пиньял-Интериор-Норте, который входит в Центральный регион. Население составляет 386 человек на 2001 год. Занимает площадь 3,31 км².
Покровителем района считается Симон Кананит (порт. S.Simão).